# 東直政
東 直政（ひがし なおまさ、生年不詳 - 永禄2年8月16日（1559年9月17日））は戦国時代の武将。肥後相良氏家臣。湯前城主。官位は三河守。
永禄2年（1559年）、人吉奉行である丸目頼美と東長兄の仲が険悪となる。このとき直政は頼美の縁者であった為か、主君である相良義陽の母・内城に人吉城へと呼ばれ、その仲裁を頼まれる。直政は当初、頼美を説得、或いは成敗せよとの命が下されるのを覚悟したが、その何れでもなかった為、頼美の屋敷に出向き同心する事を約束した。同年5月、長兄が義陽と内城に取り入り頼美の屋敷を攻撃した為、頼美は湯前城へと逃れてくる。直政は当初、義陽に敵対してまで同心する心算はなかったが、自身の後見人である上田兵部に諭され共に湯前城に籠城する。
同年8月15日の夜になると、直政は多良木城を攻め取るべく弟の恒松蔵人に兵を与えて出陣させる。蔵人は伏兵していた多良木衆を打ち破り城を攻めたが、落城には至らなかった。翌日、日向国椎葉の那須兵部太夫、那須周防らの後援を得て獺野原にて相良勢と激突、当初は多良木衆を押し崩し優勢であったが、犬童頼安の率いる人吉衆に押され混戦となり、頼美は日向国へ逃亡、直政は蔵人及び180余名の者ともども戦死した。